# Nabesna
Nabesna (Nabesnatana, Upper Tanana), pleme Athapaskan Indijanaca s rijeka Nabesna i Chisana, pritoke Tanane, uključujući i pritoke Beaver i Snag.  McKennan (1935), Nabesne dijeli na 4 skupine: jedna što se nalazila oko Last Tetling Lake i Tetling Rivera; druga oko ušća Nabesne; treća s gornje Chisana River i White; čestvrta od Scottie Creek do Snaga. Jedino njihovo naselje, navodi Allen (1887.) je Khiltats, na ušću Nabesna Rivera. U kontakt s bijelcima Nabesne dolaze 1885., a 1913.  osnovano je naselje u Chisani.,
Prema SIL-u ima ih 460 (1977), od kojih 250 govori materinjim jezikom. Većina živi na rezervatu Tetlin (Tetlin Indian Reservation) gdje se nalazi i selo Tetlin (87 duša 1990). Nešto Nabesna danas živi i na kanadskom teritoriju Yukon, u području Beaver Creeka, organizirani pod imenom White River First Nation. - Prema lokaciji Nabesna Indijanci danas se često nazivaju Upper Tanana. Jezici: upper tanana i tanacross.

## Vanjske poveznice
- Upper Tanana ethnographic overview and assessment